# Chilperich II.
Chilperich II. známý také jako Daniel (672? – 13. února 721) byl od roku 715 král Neustrie z rodu Merovejců a od roku 718 až do své smrti také králem Franské říše. Jeho otec byl Childerich II.

## Životopis
Chilperich byl ihned po narození ukryt do kláštera, aby byl chráněn před bratrovražednými spory potomků majordoma Pipina II. Prostředního, kteří mezi sebou rozpoutali boj o trůn. Majordomus Pipin II. patrně na nátlak své manželky Plektrudy před smrtí předal svůj majordomát nezletilému vnukovi Theudoaldovi, čímž se Plektruda stala regentkou. Tento krok však vyvolal pobouření mezi šlechtou, neboť nebyly vzaty v potaz nároky Karla Martela, posledního žijícího Pipinova syna. Záhy vypuklo v Neustrii povstání, v němž Neustrijci s podporou Akvitánců a Frísů u Compiègne Theudoalda porazili a v roce 715 donutili franského krále Dagoberta III. ustanovit novým majordomem Ragenfrida. Po jmenování Ragenfrida král Dagobert náhle zemřel, a tak Ragenfrid ještě téhož roku z kláštera povolal Chilpericha, kterého ihned korunoval králem Neustrie.
Chilperich klášter opustil až ve svých čtyřiceti třech letech a kvůli své klášterní výchově byl svojí povahou oproti otci Childerichovi velmi odlišným panovníkem. Podle dostupných zdrojů je patrné, že byl pouze nástrojem v rukou Ragenfrida, nově zvoleného majordoma paláce v Neustrii. Chilperich v roce 716 spolu s Ragenfridem vedl armádu do Austrasie, přitom se spojili ještě s Radbodem, králem Frisů a v bitvě u Kolína nad Rýnem porazili Karla Martela, který uprchl do hor Eifel. Plektruda musela uznat Chilpericha za krále, vzdala se austrijské pokladnice i nároku svého vnuka na majordomát. Poté se však události obrátily proti Chilperichovi. Když spolu s Ragenfridem vedli své triumfální vojáky zpět do Neustrie, poražený Karel Martel je přepadl poblíž Malmedy a v bitvě u Amblève nad nimi zvítězil. Ragenfrid i s králem Chilperichem II. a královským pokladem uprchli do Akvitánie. Poté zůstal Karel Martel prakticky neporažený a Chilperichova moc byla na území Neustrie neustálými kampaněmi utlumena. V roce 717 se Karel Martel vrátil do Neustrie s armádou a svou nadvládu potvdil vítězstvím v bitvě u Vinci poblíž Cambrae a prchajícího Chilpericha a Ragenfrida pronásledoval až do Paříže. Poté prohlásil Chlothara IV. za krále Austrasie v opozici vůči Chilperichovi. V roce 718 se Chilperich znovu pokusil s pomocí vévody Odona Akvitánského získat vládu, byl však znovu poražen v bitvě u Soissons, odkud s Odonem Akvitánským uprchl na jih od Loiry a Ragenfrid uprchl do Angers. Když Chlothar IV. v roce 718 zemřel, Karel Martel nakonec uznal Chilperichův královský majestát nad všemi Franky. Majestát byl patrně formální, protože Chilperich se vzdal své politické moci, kterou svěřil Karlovi Martelovi, kterého uznal jako majordoma nad všemi královstvími.
V roce 719 byl Chilperich oficiálně korunován králem všech Franků. Rok po korunovaci zemřel a jeho nástupci byli pouhými rois fainéants. Zemřel náhle v Noyonu, kde byl i pohřben. Spekuluje se, že Chilperich II. mohl být otcem Childericha III., pro toto tvrzení však není dostatek zdrojů.